# Jarosław Mazurkiewicz
Jarosław Mazurkiewicz (ur. 13 listopada 1979 w Tczewie) – były polski piłkarz występujący na pozycji pomocnika. Jego brat, Sławomir, również był piłkarzem. Grał m.in. w Arce Gdynia.
Karierę zawodniczą rozpoczynał w juniorskich drużynach Wisły Tczew. W wieku siedemnastu lat przeniósł się do Bydgoszczy, aby występować w tamtejszym Zawiszy. Przygoda Mazurkiewicza z tym klubem trwała dość krótko, bo tylko dwa lata. W 1998 roku został kupiony przez Polonię Warszawa. W stołecznym zespole grał przez 7 lat, z przerwą na wypożyczenie do Ceramiki Opoczno. W barwach „czarnych koszul” rozegrał 94 mecze i sztrzelił 5 bramek oraz zdobył mistrzostwo Polski. W 2005 roku na jeden sezon trafił do belgijskiego RAA Louviéroise. Zagrał tam 27 meczów i strzelił jedną bramkę. Po zakończeniu sezonu wrócił do kraju i przez pół roku bronił barw IV-ligowego Startu Otwock. Następnie zdecydował się po raz drugi na zagraniczny wyjazd, tym razem do greckiego klubu Asteras Tripolis. Nie zagrzał tam długo miejsca i po 6 miesiącach i jednym meczu wrócił do Belgii. Sezon 2007/2008 spędził w RRC Péruwelz. W kolejnym ponownie wyjechał do Grecji, do klubu APS Zákynthos. Na początku sezonu 2009/2010 wrócił do Polski i po raz kolejny założył koszulkę Startu Otwock. Przez 2,5 roku nieobecności Mazurkiewicza na polskich boiskach drużyna z Otwocka zdążyła awansować do „nowej” II ligi, a nawet otrzeć się o bezpośrednie zaplecze Ekstraklasy, czyli I ligę. Mazurkiewicz miał pomóc Startowi w awansie do wyższej klasy rozgrywkowej, lub przynajmniej w utrzymaniu trzeciej pozycji jaką ten klub zajął w sezonie 2008\2009. W pierwszym sezonie Mazurkiewicz i piłkarze z Otwocka do ostatniej kolejki walczyli o awans zajmując ostatecznie piątą lokatę. Kolejne rozgrywki zakończyli na ostatniej pozycji i spadli do III ligi, a Mazurkiewicz wyjechał do czwartoligowego norweskiego klubu Høland IL.